# Janiszki (stacja kolejowa)
Janiszki (lit. Joniškis, ros. Йонишкис) – stacja kolejowa w miejscowości Janiszki, w rejonie janiskim, w okręgu szawelskim, na Litwie. Położona jest na linii Jełgawa - Szawle.
Jest ostatnią stacją kolejową na Litwie przed granicą z Łotwą.